# Escudo de Valenzuela de Calatrava

Escudo de Valenzuela de Calatrava.

El escudo de Valenzuela de Calatrava (Ciudad Real) España. Consta de los siguientes elementos:

Águila bicéfala imperial, cruz de Calatrava, castillo y toisón de oro.

## Historia
El escudo de Valenzuela de Calatrava se creó en 1538 por privilegio de Carlos V, que la segregó de Almagro. Por ello se formó con el águila bicéfala imperial, y en el escudo, la cruz de Calatrava y el castillo que dio origen a la localidad, rodeaado por el toisón de oro. En las Relaciones topográficas de 1575 se describen así:

[...] por lo alto dos cabezas de águilas con sus alas, y una cruz de Calatrava y un castillo, y el tusón, como lo tiene la villa de Almagro.